# 오키 마사야
오키 마사야 (沖雅也, 1952년 6월 12일 - 1983년 6월 28일)는 일본의 배우, 가수이다. 오이타현 벳푸시 출신으로. 1968년 닛카쓰에 입사 1968년에 배우 데뷔.
《필살 시리즈》와 NTV에서 방영된 형사 드라마 《태양에 짖어라》에 출연해 인기를 얻었다.
그 후에도 미형 배우로 인기를 모았지만 1983년에 호텔의 최상층에서 투신 자살했다.

## 출연 작품

### 드라마
- 《필살 사치인》(1973년)
- 《필살 사치 가게 생업》(1975년)
- 《필살 계략인·후가쿠 백경 살인 여행》(1978년)
- 《태양에 짖어라》(1976년 ~ 1977년, 1980년 ~ 1982년)

### 영화
- 《여왕벌》(1978년)
- 《블루 크리스마스》(1978년)
- 《히노 도리》(1978년)
- 《고도》(1980년)